# Walchsee
Walchsee es un municipio en Tirol, Austria, en el distrito de Kufstein. Está ubicado en el valle inferior Inn y pertenece a "Kaiserwinkl" y "Untere Schranne".

## Geografía
Walchsee está ubicada a 18 kilómetros al noreste de la ciudad de Kufstein, entre el lago con el mismo nombre y al pie de la majestuosa cordillera Kaiser. 

### Fronteras
Walchsee tiene fronteras con dos municipios en el Distrito de Kufstein (Ebbs, Rettenschöss) y tres municipios en el Distrito de Kitzbühel (Kössen, Schwendt, Kirchdorf en Tirol). También hay una frontera al municipio Alemán llamado Aschau im Chiemgau, que pertenece al distrito de Rosenheim. El punto más bajo de Walchsee está ubicado en Durchholzen y el punto más lato está en Vordere Kesselschneid en 2,002 m.

### Estructura
Walchsee tiene 5 distritos pequeños: Durchholzen, Schwaigs, Oed, Winkl y Walchsee. El lago Walchsee tiene un área de 2,5 km² y su temperatura promedio en verano es de 21°.

#### Pueblos vecinos
Aschau im Chiemgau (D), Ebbs, Kirchdorf in Tyrol, Kössen, Rettenschöss, Schwendt.